# Barbara Kellerman
Barbara Kellerman est une actrice anglaise née le 30 décembre 1949 à Manchester. Elle a joué pour la télévision et le cinéma.

## Biographie
Barbara Kellerman (de naissance Kellermann), est la fille de Walter (Ernst) Kellemerann, physicien juif originaire de l'Allemagne et de Marcelle Loebell, qui, après s'être rencontrés en France, s'installent à Leeds. Barbara a un frère et une sœur plus jeunes qu'elle. Elle a étudié à Rose Bruford College à Londres et elle obtient son premier rôle en 1969, dans la série How We Used to Live. On la retrouve dans Esclave de Satan (1976) ou encore dans Le Commando de sa Majesté (1980) avec Roger Moore et David Niven. Elle a aussi joué pour la télévision comme dans la série Cosmos 1999  ou Les Professionnels

## Filmographie partielle
- 1973 : Wessex Tales (série télévisée) - Nanny
- 1974 : Special Branch (série télévisée) - Michelle
- 1975 : Cosmos 1999 (TV) - Dr. Monique Bouchere
- 1976 : BBC Play of the Month (série télévisée) : Jacqueline Maingot
- 1976 : Victorian Scandals (série télévisée) : Jane Brookfield
- 1976 : Esclave de Satan de Norman J. Warren - Frances
- 1979 : S.O.S. Titanic (TV) - Passagère
- 1979 : The Quatermass Conclusion de Piers Haggard - Clare Kapp
- 1980 : Le Commando de Sa Majesté de Andrew V. McLaglen - Mrs. Cromwell
- 1981 : Le Club des monstres de Roy Ward Baker - Angela
- 1982 : Living Apart Together de Charles Gormley - Amy
- 1983 : Number 10 (en) (série télévisée) - Frances Stevenson
- 1988-1990 : Le Monde de Narnia (série télévisée) - The White Witch
- 1998 : Brigade volante (TV)
- 2008 : Isaac - Maman